# Podarg australià
El podarg australià (Podargus strigoides) és una espècie d'ocell de la família dels podàrgids (Podargidae) que habita zones amb arbres i ciutats d'Austràlia i Tasmània.